# بيرتراند سانت أنغي
بيرتراند سانت أنغي (بالإنجليزية: Bertrand St. Ange)‏ لاعب كرة قدم سيشيلي دولي يجيد اللعب في خط الوسط .

## وصلات خارجية
- بيرتراند سانت أنغي على موقع قاعدة بيانات كرة القدم.إي يو (الإنجليزية)
- بيرتراند سانت أنغي على موقع ناشيونال فوتبول تيمز (الإنجليزية)
- بيرتراند سانت أنغي على موقع Soccerway.com (الإنجليزية)